# 1454
1454 (MCDLIV) fue un año común comenzado en martes del calendario juliano.

## Acontecimientos
- 9 de abril: en Italia Francesco Sforza firma una alianza entre el Ducado de Milán, la República de Florencia y el Reino de Nápoles. Terminan así las luchas en Lombardía y Toscana (Paz de Lodi).
- 14 de septiembre: 10 km al sur de Basilea (Suiza), a las 23:00 hora local sucede un terremoto con «algunos muertos».
- 23 de noviembre: un terremoto de 8,4 sacude las regiones japonesas de Kanto y Tohoku, desencadenando un tsunami que causa muchas muertes.
- En Castilla asume el trono Enrique IV de Castilla.
- En el mar Mediterráneo se libra la guerra entre Aragón y *
- Guerra entre la Orden Teutónica y la Liga Prusiana, aliada de Polonia.
- Bartolomeo Platina puso en circulación la leyenda de que Calixto III había ordenado que las campanas de las iglesias tañesen todos los días a mediodía contra la amenaza que representaba el Halley, visible en 1456, al que según el matemático francés del siglo XVIII Pierre-Simon Laplace, Calixto III habría excomulgado. La orden, en realidad, había sido dada para recordar a los cristianos el peligro turco y la necesidad de la cruzada, según recogía la bula de 29 de junio de 1456, en la que ni siquiera se mencionaba al cometa. Durante la anterior visita del cometa en 1378 había ocurrido en la Iglesia el Cisma de Occidente. El nombre personal de Calisto III era Alfonso de Borgia, y había nacido el mismo año (1378) que el anterior paso del cometa Halley.
- Pedro Tafur escribe sus Andanzas y viajes.

## Arte y literatura
- Donatello: Magdalena penitente.

## Nacimientos
- 9 de marzo: Américo Vespucio, explorador italiano (f. 1512).
- 14 de julio: Ángiolo Poliziano, poeta italiano (f. 1494).
- Bernardino di Betto di Biagio (Pinturicchio), pintor italiano (f. 1513).

## Fallecimientos
- 20 de julio: Juan II de Castilla